# CNN Türk
CNN Türk es la versión en turco del popular canal de noticias CNN, propiedad compartida entre Warner Bros. Discovery y Demirören Group. Estrenado el 11 de octubre de 1999, emite información para Turquía. Su sede está en Estambul. 
Es el segundo canal internacional de la CNN que emitió en un idioma extranjero (turco). En marzo de 1997, CNN lanzó CNN en Español, la cadena de 24 horas de noticias en ese idioma dirigida al mercado latinoamericano. En Turquía, la CNN Türk es el primer canal creado en asociación con una organización de medios de comunicación extranjeros.
Se centra en la información general, económica, deportiva, debates y entrevistas.

## Golpe de Estado en Turquía

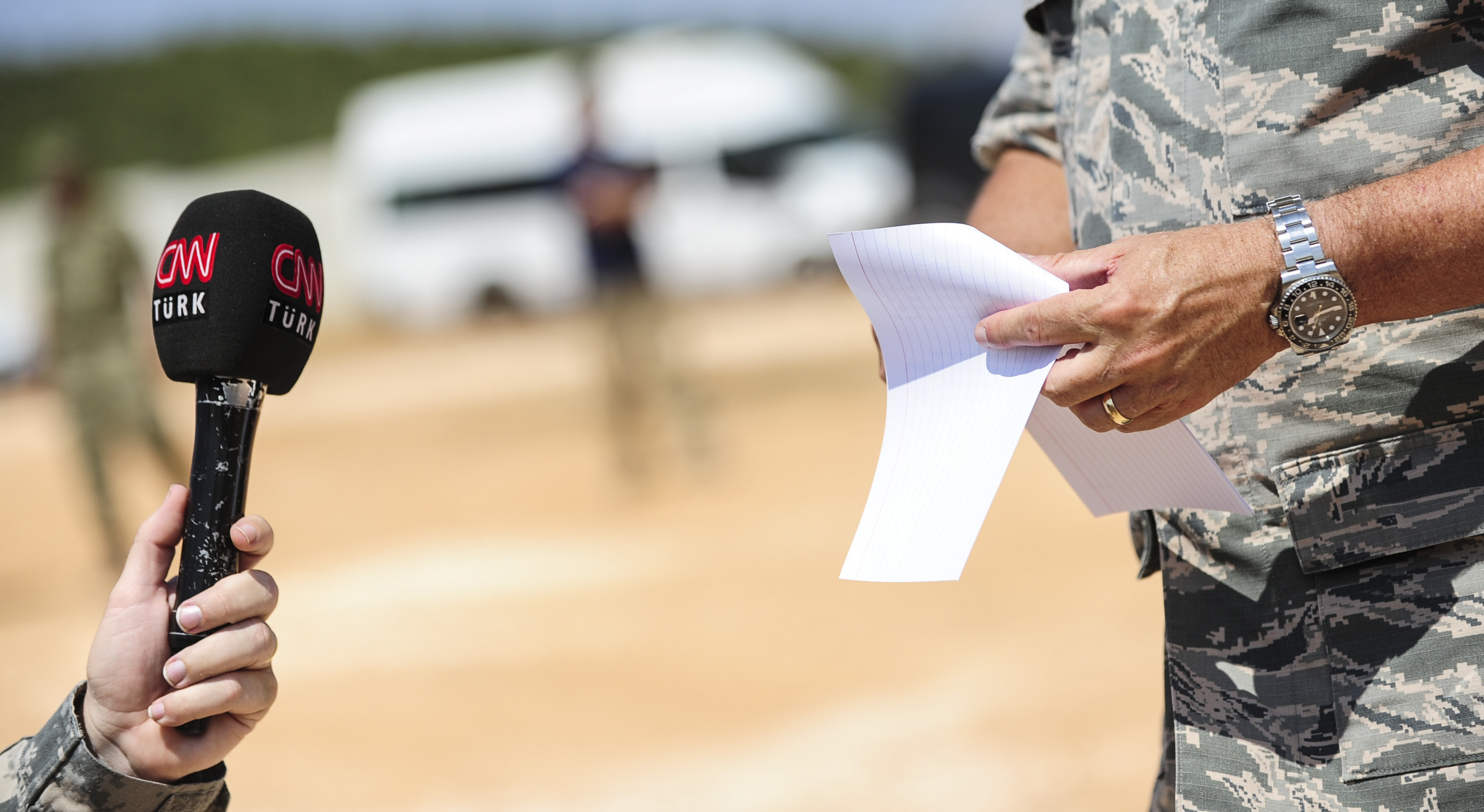
CNN Türk entrevistando a un militar estadounidense.

La noche del 15 al 16 de julio de 2016, durante un intento de golpe de Estado en Turquía, un grupo de militares golpistas ingresó a la sede del canal tomando como rehenes a sus empleados y periodistas, al mismo tiempo que un grupo de civiles también había entrado en el complejo y trató de repeler el ataque de los golpistas. A pesar de eso, el canal no paró de emitir, solo emitía una imagen fija, con el generador de caracteres sin ser manipulado. Previo a ello, el presidente Recep Tayyip Erdoğan tomó contacto con la cadena a través de FaceTime, indicando que el golpe no sería exitoso y llamó a sus seguidores a salir a las calles y oponerse a los rebeldes.